# Severo Meza
Severo Efraín Meza Mayorga (Naranjos, Veracruz, 9 de julio de 1986) es un exfutbolista mexicano que jugaba de lateral derecho, actualmente es entrenador del FC Dallas Monterrey de la 3.ª división de México.

## Trayectoria
Monterrey
Severo Meza hizo su debut el 8 de mayo de 2005 en la Primera División ante Toluca, donde mencionó lo siguiente: "Es uno de los momentos inolvidables en mi vida, sentí mucho nervio". 

Proveniente de la cantera del Monterrey, a lo largo de los años se consolidó como uno de los mejores defensas del equipo aunado a la mejor época que vivió el club, enmudeciendo con su dominio de juego a jugadores de talla internacional como es el caso de Neymar.
El 22 de agosto del 2009, en un partido contra el acérrimo rival Tigres de la UANL, Meza anotó un gol de volea con la pierna derecha, ese partido sería ganado por Monterrey con marcador final de 2-1.
Con el club ganó el torneo Apertura 2009, Apertura 2010, Liga de Campeones de la Concacaf 2010-11, 2011-12 y Liga de Campeones de la Concacaf 2012-13, aparte de liderar la tabla de los futbolistas del equipo con más juegos disputados.
Dorados de Sinaloa
El 16 de diciembre de 2015, tras 10 años de vestir la camiseta de Rayados, Dorados de Sinaloa lo anuncia como quinto refuerzo a préstamo de cara al Clausura 2016.
Necaxa
Tras del descenso del conjunto de Sinaloa, llega al Club Necaxa donde jugó por una temporada.
Cafetaleros
En 2017 Cafetaleros de Tapachula lo adquiere de cara al Apertura 2017 en la Liga de Ascenso, al finalizar el torneo anuncia su retiro del fútbol.

### Clubes
| Club                     | Año         | Partidos | Goles | Media |
| ------------------------ | ----------- | -------- | ----- | ----- |
| Monterrey                | 2005 - 2015 | 296      | 2     | 0.01  |
| Dorados                  | 2016        | 11       | 0     | 0     |
| Necaxa                   | 2016 - 2017 | 18       | 0     | 0     |
| Cafetaleros de Tapachula | 2017        | 2        | 0     | 0     |

## Estadísticas

### Clubes
| Club                    | Div     | Temporada | Liga  | Liga  | Copas nacionales(1) | Copas nacionales(1) | Torneos internacionales(2) | Torneos internacionales(2) | Total | Total |
| Club                    | Div     | Temporada | Part. | Goles | Part.               | Goles               | Part.                      | Goles                      | Part. | Goles |
| ----------------------- | ------- | --------- | ----- | ----- | ------------------- | ------------------- | -------------------------- | -------------------------- | ----- | ----- |
| C.F. Monterrey · México |         |           |       |       |                     |                     |                            |                            |       |       |
| 1.ª                     | 2004-05 | 1         | 0     | -     | -                   | -                   | -                          | 1                          | 0     |       |
| 1.ª                     | 2005-06 | 25        | 1     | 3     | 0                   | -                   | -                          | 28                         | 1     |       |
| 1.ª                     | 2006-07 | 31        | 0     | 1     | 0                   | -                   | -                          | 32                         | 0     |       |
| 1.ª                     | 2007-08 | 27        | 0     | 1     | 0                   | -                   | -                          | 28                         | 0     |       |
| 1.ª                     | 2008-09 | 17        | 0     | -     | -                   | -                   | -                          | 17                         | 0     |       |
| 1.ª                     | 2009-10 | 29        | 1     | 3     | 0                   | 2                   | 0                          | 34                         | 1     |       |
| 1.ª                     | 2010-11 | 18        | 0     | -     | -                   | 6                   | 0                          | 24                         | 0     |       |
| 1.ª                     | 2011-12 | 30        | 0     | -     | -                   | 11                  | 0                          | 41                         | 0     |       |
| 1.ª                     | 2012-13 | 30        | 0     | -     | -                   | 11                  | 0                          | 41                         | 0     |       |
| 1.ª                     | 2013-14 | 31        | 0     | 4     | 0                   | 2                   | 0                          | 37                         | 0     |       |
| 1.ª                     | 2014-15 | 37        | 0     | 6     | 0                   | -                   | -                          | 43                         | 0     |       |
| 1.ª                     | 2015    | 5         | 0     | 5     | 0                   | -                   | -                          | 10                         | 0     |       |

## Selección nacional
El 27 de mayo de 2012 logra debutar con la Selección mexicana en partido amistoso contra Gales. Logró una asistencia para gol en un extraordinario juego.

### Participaciones en Copa FIFA Confederaciones
| Copa                           | Sede   | Resultado    |
| ------------------------------ | ------ | ------------ |
| Copa FIFA Confederaciones 2013 | Brasil | Primera Fase |

## Palmarés

### Campeonatos nacionales
| Título           | Club      | País   | Año    |
| ---------------- | --------- | ------ | ------ |
| Primera División | Monterrey | México | 2009-A |
| Primera División | Monterrey | México | 2010-A |
| Interliga        | Monterrey | México | 2010   |

### Campeonatos internacionales
| Título                  | Club      | País           | Año       |
| ----------------------- | --------- | -------------- | --------- |
| CONCACAF Liga Campeones | Monterrey | Estados Unidos | 2010/2011 |
| CONCACAF Liga Campeones | Monterrey | México         | 2011/2012 |
| CONCACAF Liga Campeones | Monterrey | México         | 2012/2013 |

Otros logros:
- Subcampeón del Torneo Clausura 2012 con el CF Monterrey.
- Tercer lugar en el Mundial de Clubes de 2012 con el CF Monterrey.